# Velabrum

El Velabrum en un cuadro pintado en 1814 por Christoffer Wilhelm Eckersberg.

El Velabrum es un valle bajo de la ciudad de Roma. Conecta el Foro Romano con el Foro Boario, la Colina Capitolina con la vertiente occidental del Monte Palatino. Este sitio era originalmente muy pantanoso, con suficiente agua para flotar pequeñas embarcaciones hasta que fue drenado por la construcción de la Cloaca Máxima, sistema de conexión de cloacas. Incluso después de su construcción, la zona seguía siendo propensa a las inundaciones del Tíber, hasta que el nivel del suelo se cambió tras el incendio de Nerón. Según las autoridades estatales, las raíces de un Ficus creciendo en este pantano capturaron la cesta que llevaba a Rómulo y Remo. El lugar por lo tanto tiene un alto significado simbólico.
El Velabrum fue un importante centro de actividad industrial y comercial, y, en particular el comercio de alimentos para personas y animales.
La etimología de Velabrum es incierta,se sugiere una derivación de vela, pero hay muchas dudas.